# Station Osieck
Station Osieck is een spoorwegstation in de Poolse plaats Osieck.